# 柯里縣 (新墨西哥州)
柯里縣（英語：Curry County）是位於美国新墨西哥州東部的一個縣，東鄰德克萨斯州，面積3,646平方公里。根據2020年美國人口普查，共有人口48,430人。縣治克洛維斯（Clovis）。該縣成立於1909年2月25日，縣名紀念新墨西哥領地總督喬治·柯里（George Curry）。